# Ariola Records
Ariola Records (также известна как Ariola, Ariola-Eurodisc) — немецкий лейбл звукозаписи.
Лейбл был основан в 1958 году. В 1980-х годах Ariola Records основала филиал для разработки компьютерных программ и видеоигр — Ariolasoft. С конца 1980-х принадлежит Bertelsmann Music Group, как его часть Ariola вошла в Sony Music Entertainment.

## Филиалы
Лейбл Ariola Records основал несколько филиалов для рынков других стран:
- Ariola America (1975, США)
- Ariola-Athena (Греция)
- Ariola Benelux (1970, Бенилюкс)
- Ariola Eurodisc (1970, Испания)
- Ariola UK (1977, Великобритания)
- Baccarola (Турция)
- Eurodisc ({Франция)
- Jupiter Records (Германия, для музыки в стиле шлягер)

## Исполнители
Некоторые из исполнителей сотрудничавшие с лейблом:
- Франк Фариан
- Шарль Азнавур,
- Адриано Челентано,
- Эрос Рамаццотти,
- Лале Андерсен,
- Аманда Лир,
- Бобби Райделл,
- Джон Лейтон,
- Джо Кокер,
- Кози Коул,
- Мильва,
- Николь,
- Роми Шнайдер,
- Северин,
- Цара Леандер,
- Чабби Чекер,
- Мирей Матье,
- Modern Talking,
- Vaya Con Dios.